# Nammahani
Nammahani, Nammahni – ostatni władca sumeryjskiego miasta-państwa Lagasz z II dynastii z Lagasz, panujący pod koniec XXII w. p.n.e. Znany z kilku inskrypcji budowlanych. Pokonany został przez Ur-Nammu, założyciela III dynastii z Ur.